# Gummistiefelweitwurf
Der Gummistiefelweitwurf ist eine Sportart, in der es gilt, einen Gummistiefel möglichst weit zu werfen.
Die Ursprünge des Gummistiefelweitwurfs führen nach Finnland, wo den Überlieferungen zufolge Seeleute Ende des 19. Jahrhunderts dieses Wurfspiel ersannen – dokumentiert ist dies jedoch nicht. Viele Jahre später erinnerte man sich dieser sportlichen Betätigung, es wurde ein Regelwerk geschaffen, und seit 1975 wird der Gummistiefelweitwurf in Finnland als offizieller Mannschaftssport ausgetragen. Schnell wuchs die Zahl der Aktiven. Um auch überregionale Wettbewerbe durchführen zu können, wurde ein Weltverband gegründet und 1992 die erste Weltmeisterschaft ausgetragen. Seitdem gibt es jährlich eine Weltmeisterschaft und diverse Weltcupturniere. Die teilnehmenden Mannschaften bestanden bis dato aus Finnen, Schweden, Esten und Russen.

## Technik
Die Schwierigkeit besteht darin, dass der Stiefel im Vergleich zum Hammer oder zum Diskus in der Luft sehr schnell an Geschwindigkeit verliert, da er nicht so aerodynamisch ist. Die Kunst besteht darin, den Stiefel im richtigen Einstellwinkel zum Wind durch die Luft rotieren zu lassen. Durch die Drehungen, die auch bei anderen Wurfsportarten üblich sind, zieht der Stiefel noch den einen oder anderen Meter.

## Gummistiefelweitwurf in Deutschland

### Geschichte
In Deutschland wurde die Sportart durch eine abendliche Radiosendung zum Thema „Alternativsportarten“ bei Radio Fritz (RBB) bekannt. Jorma Klünder, später Präsident des 1. deutschen Gummistiefelweitwurfvereins, fand mit seinen Erzählungen über den finnischen Gummistiefelweitwurf soviel Anklang, dass die Moderatoren M.C. Lücke, Oliver Welke und Lou Richter noch während der Sendung entschieden, einen Verein zu gründen.
Die erste deutsche WM-Medaille gewann Anita Otto bei der Weltmeisterschaft 2005 in Kokemäki/Finnland. In der weiblichen 45-Klasse belegte sie mit einer Weite von 24,00 Metern den dritten Platz. Die zweite Medaille brachte Fabian Lau mit nach Hause: Er wurde in der Altersklasse U20 mit einer Weite von 42,54 Metern Vize-Weltmeister. Auch 2006 wurden wieder Medaillen mit nach Deutschland genommen: Anita Otto errang erneut in ihrer Altersklasse die Bronzemedaille, während Peter Guralczyk von den 7-Meilenstiefeln mit einer Weite von 44,77 m U20 Vize-Weltmeister wurde.
Am 14./15. Juli 2007 fand die Gummistiefelweitwurf-Weltmeisterschaft im Sportforum Hohenschönhausen in Berlin statt. In den einzelnen Altersklassen starteten 180 Teilnehmer aus Finnland, Schweden, Estland, Deutschland, Italien, Russland, Slowenien und den Vereinigten Staaten.

### Deutsche Vereine
Bislang gibt es in Deutschland sieben Vereine:
- 1. GWV Rauen Latex 04 e. V. (Rauen)
- 7-Meilenstiefel e. V. (Berlin)
- Gib Gummi 03 e. V. (Berlin), ältester Verein
- Gib Leder 04 Döbeln e. V. (Döbeln)
- GuStiWeiWuFF (Frankfurt (Oder))
- Spitzsteingummi 05 (Döbeln)
- TWG Schlabbeschubser e. V. (Taunusstein)

### Deutsche Rekorde
- Männer: Christoph Geist – (53,23 m /Spitzsteingummi 05 Döbeln) – 29. August 2009
- Frauen: Maria Bürger (35,10 m /Spitzsteingummi 05 Döbeln) – 15. Juli 2007

## Weltrekorde
- Männer: Antti Ruusuvirta (68,03 m / FIN) – 12. Mai 2012
- Frauen: Elina Uustalo (49,35 m / FIN) – 28. September 2008